# Parti national uni
Pour les articles homonymes, voir EJP.
Le Parti national uni (Ekshat Jathika Pakshaya ou EJP ; singhalais : එක්සත් ජාතික පක්ෂය, anglais : United National Party), régulièrement abrégé UNP, est un parti politique srilankais, fondé en 1946 par Don Stephen Senanayake. Il est membre de l'Union démocrate internationale.
Il est l'un des deux partis politiques majeurs du Sri Lanka, représentant la droite pro-capitaliste, libéral et conservateur, en opposition avec le parti de la liberté, représentant la gauche socialiste.

## Histoire

### Dominion de Ceylan
L'UNP est fondé en 1946 par Don Stephen Senanayake, deux avant l'indépendance du Ceylan britannique, et l'obtention du statut de dominion du Commonwealth. 
En 1947, le parti politique gagne les premières élections législatives du pays, et le leader du parti, Senanayake est nommé comme premier Premier ministre par le gouverneur général de Ceylan. Dans ce dominion, le Premier ministre a tous les pouvoirs exécutifs.
Dès 1948, le gouvernement prend des mesures conservatrices controversées envers les tamouls indiens travaillant dans les plantations de thé. Ceux-ci perdent l'accès aux droits du travail avec le passage de la loi Ceylon Citizenship Act.
Le 22 mars 1952, le Premier ministre meurt accidentellement. Le gouverneur général décide de nommer son fils Dudley Senanayake comme nouveau Premier ministre, sans passer par des élections. Le bouddhiste nationaliste Solomon Bandaranaike décidera de quitter l'UNP pour créer un parti plus à gauche, le Parti de la liberté. Dudley Senanayake tente des réformes qui font monter les tensions dans le pays, et se voit obliger de présenter sa démission. Son cousin John Kotelawala est nommé Premier ministre sans passer par des élections.
En 1956, l'image de l'UNP s'est dégradée, et l'opposition socialiste nationaliste du SLFP gagne les élections législatives. En effet, le SLFP a engrangé les voix des nationalistes cingalais en promouvant la langue cingalaise comme la seule langue officielle du pays, au détriment de la langue tamoule. Leur loi Sinhala Only Act sera justement validée en 1958. L'UNP, qui voyait perdre un grand nombre de voix, décide de trahir son alliance avec le parti tamoul All Ceylon Tamil Congress et commença à proposer lui-aussi de ne mettre que le cingalais comme langue nationale. Les tensions inter-ethniques commencent à s'élever dans tout le pays, ce qui mènera au massacre de tamouls à Gal Oya.
En 1959, Solomon Bandaranaike, du SLFP, tenta de calmer les tensions entre les Tamouls et les Cingalais en introduisant un amendement autorisant la langue tamoule dans le pays. Il est assassiné par un moine bouddhiste cingalais.

### IerRépublique du Sri Lanka
En 1972, Sirimavo Bandaranaike du SLFP, fait adopter la première constitution du Sri Lanka, qui transforme le dominion en république, redonne au pays son nom officiel de Sri Lanka et le retire du Commonwealth. Cela a des conséquences désastreuses pour l'économie du Sri Lanka, et le SLFP devient extrêmement impopulaire.
Junius Richard Jayewardene, chef de l'UNP, gagne les élections de 1977. Ces élections sont un tournant dans l'histoire du pays car le parti de l'opposition est pour la première fois, un parti tamoul. Le peuple cingalais se révolte et entame un massacre contre les tamouls deux semaines plus tard. 

### IIeRépublique du Sri Lanka
En 1978, Jayewardene changea la constitution de force pour ne plus avoir à être confronté à ce genre de situation, et transféra tous les pouvoirs exécutifs du Premier ministre au Président. Il prendra le poste de président sans passer par des élections. Une fois au pouvoir, Jayewardene prendra une position extrêmement violente face aux tamouls en attisant la haine inter-ethnique.
En 1981, des militants de l'UNP incendient la bibliothèque de Jaffna : ce fut l'un des exemples de biblioclasme les plus violents du XXe siècle au monde. Mahinda Rajapakse, président du Sri Lanka en 2006, annoncera ouvertement que la faute était de l'UNP. Ranil Wickremesinghe, leader de l'UNP en 2016, s'excusera pour cet incident. Néanmoins, cet événement sera un marqueur important du début de la Guerre civile du Sri Lanka.

## Résultats électoraux

### Élections présidentielles
| Année | Candidat                   | Voix      | %       | Rang |
| ----- | -------------------------- | --------- | ------- | ---- |
| 1982  | Junius Richard Jayewardene | 3 450 811 | 52.91   | 1re  |
| 1988  | Ranasinghe Premadasa       | 2 569 199 | 50.43   | 1re  |
| 1994  | Srima Dissanayake          | 2 715 283 | 35.91   | 2e   |
| 1999  | Ranil Wickremesinghe       | 3 602 748 | 42.71   | 2e   |
| 2005  | Ranil Wickremesinghe       | 173 934   | 48.43   | 2e   |
| 2010  | Aucun candidat             |           |         |      |
| 2015  | Aucun candidat             |           |         |      |
| 2019  | Sajith Premadasa           | 5 564 239 | 41,99 % | 2e   |

### Élections législatives
| Année   | Voix      | %     | Sièges    | Alliance                   |
| ------- | --------- | ----- | --------- | -------------------------- |
| 1947    | 751 432   | 39,81 | 42 / 95   |                            |
| 1952    | 1 026 005 | 44,08 | 54 / 95   |                            |
| 1956    | 738 810   | 27,91 | 8 / 95    |                            |
| 03/1960 | 909 043   | 29,89 | 50 / 151  |                            |
| 07/1960 | 1 144 166 | 37,19 | 30 / 151  |                            |
| 1965    | 1 590 929 | 39,31 | 66 / 151  |                            |
| 1970    | 1 892 525 | 37,91 | 17 / 151  |                            |
| 1977    | 3 179 221 | 50,92 | 140 / 168 |                            |
| 1989    | 2 838 005 | 50,71 | 125 / 225 |                            |
| 1994    | 3 498 370 | 44,04 | 94 / 225  |                            |
| 2000    | 3 477 770 | 40,20 | 89 / 225  |                            |
| 2001    | 4 086 026 | 45,62 | 109 / 225 | United National Front      |
| 2004    | 3 504 200 | 37,83 | 82 / 225  | United National Front      |
| 2010    | 2 357 057 | 29,34 | 60 / 225  | United National Front      |
| 2015    | 5 098 916 | 45,66 | 106 / 225 |                            |
| 2020    | 249 435   | 2,15  | 1 / 225   |                            |
| 2024    | 66 234    | 0,61  | 1 / 225   | Nouveau Front démocratique |